# جورج نپ
جورج تی نپ (انگلیسی: George T. Knapp) زاده ۱۹۵۳م، یک خبرنگار آمریکایی و مجری برنامه‌های رادیویی و تلویزیونی است. فعالیت وی بیشتر بر رویدادهای فراهنجار و به خصوص اشیاء ناشناس پرنده متمرکز شده است. نپ در سال ۱۹۸۹م، با جلب توجه عمومی به نظریات باب لازار بر سر زبانها افتاد و جوایزی را در حرفه خبرنگاری نصیب خود کرد.